# Ferrisburgh (Vermont)
Ferrisburgh város az Amerikai Egyesült Államok Vermont államában, Addison megyében. Lakosainak száma 2646 fő (2020. április 1.).

## Népesség
A település népességének változása:
| Lakosok száma | 481  | 1581 | 1755 | 1768 | 1501 | 1338 | 1347 | 1875 | 2317 | 2646 |
|               | 1790 | 1820 | 1840 | 1870 | 1890 | 1920 | 1940 | 1970 | 1990 | 2020 |